# 山口県道169号湯野山畑線
山口県道169号湯野山畑線（やまぐちけんどう169ごう ゆのやまはたせん）は、山口県周南市ら山口市に至る一般県道である。

## 概要
周南市大字湯野から山口市徳地山畑に至る。

### 路線データ
- 起点：周南市大字湯野（山口県道192号串戸田線交点）
- 終点：山口市徳地山畑（国道376号交点）

## 歴史
- 1972年（昭和47年）4月1日 - 山口県告示第262号により認定される。
- 2003年（平成15年）4月21日 - 新南陽市・徳山市・熊毛郡熊毛町・都濃郡鹿野町が対等合併して周南市が発足したことに伴い起点の地名表記が変更される（徳山市湯野→周南市湯野）。
- 2005年（平成17年）10月1日 - 山口市と佐波郡・吉敷両郡の全4町が対等合併して改めて山口市が発足したことに伴い終点の地名表記が変更される（佐波郡徳地町山畑→山口市徳地山畑）。

## 地理

### 通過する自治体
- 山口県
  - 周南市 - 山口市

### 交差する道路
| 交差する道路             | 市町村名 | 交差する場所 | 交差する場所 |
| ------------------------ | -------- | ------------ | ------------ |
| 山口県道192号串戸田線    | 周南市   | 大字湯野     | 起点         |
| 国道376号 国道489号 重複 | 山口市   | 徳地山畑     | 終点         |

### 沿線
- 島地川